# Ask Me Why
«Ask Me Why» es una canción compuesta por John Lennon y Paul McCartney y acreditada como McCartney—Lennon, grabada por primera vez por The Beatles para ser el lado B del exitoso sencillo «Please Please Me». También fue incluida en su álbum debut Please Please Me.

## Composición
Fue escrita a principios de 1962, principalmente por John Lennon, pero fue acreditada, como todas las demás canciones de su álbum debut, a McCartney—Lennon. Era parte de sus actuaciones en directo antes de su contrato de grabación, y fue una de las canciones interpretadas en su audición para Parlophone en los Estudios EMI el 6 de junio de 1962. La canción parecía emular el estilo del grupo americano The Miracles, por el cual estuvo influenciado Lennon, y cuyo intro de guitarra le fue inspirado de la canción «What’s So Good About Goodbye» (1961). La canción tiene sus aciertos, como los falsetes de John Lennon y las hermosas armonías de voz.
Estructura musical
La canción está en la tonalidad de Mi mayor, la cual está ligeramente apoyada en su relativa menor, Do sostenido menor, y se encuentra en un tiempo de 4/4. Estructuralmente, el tema es complejo y, como establece Alan Pollack, contiene tres diferentes variantes del verso. La canción también contiene «séptimas paralelas de jazz» en la mayoría de los acordes, y tiene un final en vivo.

## Grabación
«Ask Me Why» fue originalmente grabada en los Estudios EMI el 6 de junio de 1962 como parte de la audición de The Beatles para Parlophone, pero estas cintas fueron destruidas.
Se grabó de nuevo el 26 de noviembre de 1962, el mismo día que The Beatles ensayaban «Tip of My Tongue», otra canción de Lennon y McCartney que, junto con «Ask Me Why», estaba siendo considerada para ser el lado B del sencillo «Please Please Me». Sin embargo, George Martin consideró que a «Tip of My Tongue» le faltaba algo de trabajo, y posteriormente se le fue ofrecida a Tommy Quickly para que la grabara.

## Personal
El personal utilizado en la grabación de la canción fue el siguiente:
The Beatles
- John Lennon – voz principal, guitarra acústica (Gibson J-160e).
- Paul McCartney – coros, bajo (Höfner 500/1 61´).
- George Harrison – coros, guitarra eléctrica (Gretsch Duo Jet).
- Ringo Starr – batería (Premier Duroplastic Mahoganny).

Equipo de producción
- George Martin – producción
- Norman Smith – ingeniería de sonido